# Liste der Bodendenkmäler in Meerbusch
Die Liste der Bodendenkmäler in Meerbusch enthält die denkmalgeschützten unterirdischen baulichen Anlagen, Reste oberirdischer baulicher Anlagen, Zeugnisse tierischen und pflanzlichen Lebens und paläontologischen Reste auf dem Gebiet der Stadt Meerbusch im Rhein-Kreis Neuss in Nordrhein-Westfalen (Stand: August 2020). Diese Bodendenkmäler sind in Teil B der Denkmalliste der Stadt Meerbusch eingetragen; Grundlage für die Aufnahme ist das Denkmalschutzgesetz Nordrhein-Westfalen (DSchG NRW).
| Bild | Bezeichnung              | Lage   | Beschreibung | Bauzeit | Eingetragen seit | Denkmal- nummer |
| ---- | ------------------------ | ------ | --- | ------- | ---------------- | --------------- |
|      | Hofesfeste Dyckhof       |        | Die Gesamtanlage Dyckhof war noch 1890 vollständig von Gräbern umgeben, die jetzt nur noch im Osten, Süden und Südwesten erhalten sind. Ursprünglich wahrscheinlich eine zweiteilige Niederungsburg des Mottentypes. |         |                  | BD 1            |
|      | Niederungsburg Haus Meer |        | Mittelalterliche Niederungsburg in einer verlandeten Rheinschlinge. Obertägig keine Reste erkennbar. |         |                  | BD 2            |
|      | Grabenrechteck Haus Hamm |        | Unmittelbar südwestlich der Hofanlage befindet sich ein Grabenrechteck zu einem Fischteich verbreitert. |         |                  | BD 3            |
|      | Seisthof                 | Nierst | Unterirdisch werden Überreste eines Gefängnisses und einer Kapelle vermutet. |         |                  | BD 4            |
|      | Kloster Meer             |        | Gelände des ehemaligen Prämonstratenserinnen-Klosters | 12. Jh. |                  | BD 5            |